# Chiesa di Santa Maria (Thornham Parva)
La chiesa di Santa Maria (in inglese St Mary's Church) è una chiesa anglicana del XII secolo situata a Thornham Parva, villaggio rurale nei pressi di Eye nel Suffolk, Inghilterra. È classificata come edificio di interesse storico di Grado I.

## Storia e descrizione
In origine la chiesa serviva non solo Thornham Parva ma anche il vicino villaggio di Thornham Magna, che poi si costituì come parrocchia separata.
Gran parte della struttura risale al XII secolo. Una chiesa sul sito è registrata nel Domesday Book del 1086, e nell'edificio attuale sopravvivono brani di architettura anglosassone. Il tetto della chiesa è ancora oggi di paglia, compreso quello della torre. Presbiterio e navata si presentano ricostruiti, mentre la torre campanaria in facciata è databile al XIV secolo. Nella navata si aprono finestre trilobate di gusto gotico.
La chiesa ha preservato intatto anche il suo contesto medievale: è completamente circondata dai campi, a parte il piccolo cimitero annesso, inoltre non ha luci elettriche ed è illuminata solo per mezzo di lampade a olio.
L'architetto Basil Spence morì nel 1976 nella sua casa di Yaxley, nel Suffolk, e fu sepolto qui. Il cimitero ospita anche le sepolture di Anne Warburton, la prima ambasciatrice britannica, e del violinista Frederick Grinke.

## Opere d'arte
All'interno si trovano dipinti murali dell'inizio del XIV secolo, abrasi e lacunosi ma ancora leggibili: sulla parete sud l'Infanzia di Cristo, mentre sulla parete nord il Martirio di Sant'Edmondo. Gli affreschi sono una rara e preziosa testimonianza della cultura religiosa medievale inglese e delle sue espressioni artistiche.
Sul fondo del presbiterio si trova il retablo di Thornham Parva, giunto qui nel 1927 per donazione e noto come la più grande pala d'altare del medioevo inglese cattolico sopravvissuta allo Scisma anglicano e all'iconoclastia puritana.
Divide il presbiterio dalla navata un leggero e traforato tramezzo in quercia del XV secolo. Sempre nel presbiterio si trovano un baule in legno rinforzato in ferro battuto del XIV secolo, deposito di paramenti e strumenti liturgici, e una Bibbia del 1640, conservata in una teca. Il fonte battesimale ottagonale, con ampia base, è pure di inizio XIV secolo.